# 森正行
森 正行（もり まさゆき、1948年12月19日 - ）は、日本のテレビプロデューサー。コメディアン志村けん人気を不動にした『ドリフ大爆笑』『志村けんのバカ殿様』（フジテレビ）などの番組を手掛けた。大阪府出身。

## 略歴
1948年に大阪府で生まれる。血液型はA型。早稲田大学卒業後フジテレビに入社する。
フジテレビ系列（FNS）で1977年（昭和52年）放送開始のお笑いバラエティ番組『ドリフ大爆笑』をディレクターとして担当。後発ながらTBS系『8時だョ!全員集合』（1969年開始）と並ぶ、ザ・ドリフターズを代表するバラエティ番組に育て上げた。
ドリフの番組では1986年スタート『志村けんのバカ殿様』も担当したほか、1968年（昭和43年）から1990年（平成2年）まで22年間FNSで放送された人気音楽番組『夜のヒットスタジオ』の4代目プロデューサーを渡邉光男と共に担当した。

## 人物
森は爆笑路線での手腕を活かし、芸能人の育成にも注力。1993年バラエティ番組『大石恵三』をスタートさせ、「ホンジャマカ」と「バカルディ」（現・さまぁ〜ず）のお笑いコンビ2組を起用している。渡辺プロダクションとホリプロというお笑い専門ではない芸能事務所がライブや勉強会で育てていた両コンビは、若手お笑いのホープといわれながら夕方や深夜のテレビしか出演できず、この番組が初のプライムタイム進出となった。そこでプロデューサーである森は2組の将来性を考え、手間は掛かるが放送1回当たりネタ60本を仕込み「きちんとオチのあるコント」をそろえ、「爆笑しなくても、ニヤリとしたり、なるほどと思わせる笑い」を狙い、じっくりショートコントを見せる番組に構成した。ただし、番組そのものは裏番組の『進め!電波少年』（日本テレビ）に押されていた事もあり、半年で終了した。
同じ1993年、森は放送衛星を使ったBSアナログ放送のハイビジョン試験放送で、山中秀樹（当時フジテレビアナウンサー）を進行役に起用し、アマチュアのど自慢コンテスト番組「カラオケ富士の湯」を制作した。まだ低い解像度の標準画質映像が主流だった当時、高画質性を活かしたハイビジョン番組がスポーツ中継やコンサート、紀行番組の多かった点を踏まえ、ハイビジョン放送を「普及のためには（あえて）地上波と同じような娯楽番組を作る必要もある。そういう条件の中での一つの試み」として企画した。
制作現場を離れた後は経営者として、フジサンケイグループのの大手映像・音楽ソフトメーカー「ポニーキャニオン」常務取締役やフジテレビの英国子会社「フジ・インターナショナル・プロダクションズ」の社長、フジテレビとリクルートの合弁で地デジワンセグ放送サービス会社「コネテレ」の社長も務めた。
また、サンケイビルでは執行役員として、故郷・大阪の西梅田プロジェクト（北区）も担当。大阪最後の一等地と言われた「うめきた（大阪駅北地区）」と並ぶ二大再開発である西梅田のブリーゼタワー建設（サンケイホール、産経新聞大阪本社入居の大阪サンケイビル建て替え）なども指揮した。

## エピソード
2019年（令和元年）10月、森は母校大阪府立清水谷高等学校の同窓会「清友会」の東京支部の総会に出席。「大手町サンケイプラザ」で開れた総会で「皆さんの知らない　ザ・ドリフターズの世界」と題して講演し数々の秘話を披露。その際、フジのディレクター時代に苦楽を共にしたドリフの高木ブーを招き、ウクレレを演奏してもらっている。
2012年には強盗中国人の逮捕に協力し、東京湾岸警察署から感謝状を贈られている。この事件は、中国人が港区で居酒屋店員をナイフで脅して売上金を奪い、フジテレビ本社ビルに逃げ込んだところを、フジOBである森が目撃。警備員とともに捕まえている。

## 主な担当

### テレビ番組
- 夜のヒットスタジオ（1968年 - 1990年）※担当は1987年から
- 君こそスターだ!（1973年 - 1976年=担当年）
- 小川宏ショー（1976年 - 1982年）
- FNS歌謡祭（1977年 - 1993年）
  - 1987 FNS歌謡祭
  - 1989 FNS歌謡祭
- ドリフ大爆笑（1977年 - 1998年、2003年）
- 小川宏のなんでもカンでも!（1982年 - 1985年）
- クレージーキャッツ結成30周年記念特別企画 アッと驚く!無責任（1985年。火曜ワイドスペシャル枠で放送の特番）
- いきなり!フライデーナイト（1986年 - 1989年）
- 志村けんのバカ殿様（1986年 - ）
- 加トちゃんケンちゃん光子ちゃん（1987年 - 1994年。大女優森光子を特別出演させた、加藤茶と志村けんによるコント番組）
- ヤマタノオロチ（1991年。JOCX-TV2深夜オールナイトフジの後番組）[10]
- サイコの晩餐（1992年）
- 大石恵三（1993年）[1]

### 音楽CD
- 才色兼備（1996年、ポニーキャニオン。フジテレビの女子アナウンサー11人、男性アナ3人によるコンピレーションアルバム）

### 映像DVD
- 志村けんのバカ殿様 DVD-BOX（ユニバーサル・ピクチャーズ・ジャパン）
- 志村けんのバカ殿様 大盤振舞編 如月の巻（2008年）
- 志村けんのバカ殿様 大盤振舞編 弥生の巻（2008年）
- 志村けんのバカ殿様 大盤振舞編 睦月の巻（2008年）
- 志村けんのバカ殿様 大盤振舞編DVD箱（ワーナー・ホーム・ビデオ）